# Freycinetia dubia
Freycinetia dubia är en enhjärtbladig växtart som beskrevs av Ugolino Martelli. Freycinetia dubia ingår i släktet Freycinetia och familjen Pandanaceae.
Artens utbredningsområde är Moluckerna. Inga underarter finns listade.